# Eupithecia magneta
Eupithecia magneta är en fjärilsart som beskrevs av Pierre Millière 1873. Eupithecia magneta ingår i släktet Eupithecia och familjen mätare. Inga underarter finns listade i Catalogue of Life.